# Ilian (Wostriakow)
Ilian, imię świeckie Giennadij Michajłowicz Wostriakow (ur. 16 października 1945 w Czelabińsku) – rosyjski biskup prawosławny. 

## Życiorys
Pochodzi z rodziny robotniczej. W 1964 ukończył w Czelabińsku szkołę średnią. W latach 1964–1967 odbywał zasadniczą służbę wojskową. Po odbyciu służby podjął pracę w fabryce w Czelabińsku. W 1969 został przyjęty od razu na III rok moskiewskiego seminarium duchownego. W 1971, po jego ukończeniu, podjął studia w Moskiewskiej Akademii Duchownej. Od 1973 był osobistym sekretarzem przewodniczącego Wydziału Zewnętrznych Stosunków Cerkiewnych metropolity krutickiego i kołomieńskiego Juwenaliusza. W lutym 1974 złożył przed nim wieczyste śluby zakonne, następnie zaś przyjął z jego rąk święcenia diakońskie i kapłańskie. W 1975 uzyskał tytuł kandydata nauk teologicznych. W latach 1976–1978 kontynuował studia na Papieskim Uniwersytecie w Rzymie. W 1977 otrzymał godność igumena. Po powrocie z Włoch został zaliczony do mnichów ławry Troicko-Siergijewskiej i na nowo podjął pracę w Wydziale Stosunków Zewnętrznych, zajmując się w szczególności relacjami Patriarchatu z Kościołem katolickim. W 1979 został archimandrytą.   
25 listopada 1979 miała miejsce jego chirotonia na biskupa sołnecznogorskiego. Ceremonia odbyła się w soborze Objawienia Pańskiego w Moskwie, zaś duchowny został skierowany do pracy w Kościele Prawosławnym Czechosłowacji. W charakterze konsekratorów w obrzędzie wzięli udział patriarcha moskiewski i całej Rusi Pimen, metropolita Pragi Doroteusz, metropolita talliński i estoński Aleksy, metropolita kruticki i kołomieński Juwenaliusz oraz biskup zarajski Hiob. 
16 lipca 1982 został biskupem kałuskim i borowskim. W lipcu 1990 przeniesiono go na katedrę tobolską i tiumeńską, jednak już w październiku tego samego roku zrezygnował z urzędu i został przeniesiony w stan spoczynku. W 1991 zwrócił się do Świętego Synodu Kościoła z prośbą o powierzenie mu godności biskupa sierpuchowskiego, wikariusza eparchii moskiewskiej, związanej z pełnieniem funkcji kierownika placówki zamiejscowej Patriarchatu przy cerkwi w Karlowych Warach. Zadania te pełnił do 1997, gdy zwrócił się o przeniesienie w stan spoczynku z powodu złego stanu zdrowia. 